# Aéroport international de Souleimaniye
L'aéroport international de Souleimaniye (code IATA : ISU • code OACI : ORSU) est un aéroport situé à 15 kilomètres de la ville de Souleimaniye, situé dans la région Kurde en Irak. L'aéroport dispose d'installations pour les passagers et pour le fret, dont trois terminaux de passagers (départs, arrivées et VIP). La construction de l'aéroport a débuté en novembre 2003, et fut inauguré en juillet 2005.

## Situation
| Nadjaf Bagdad Bassorah Erbil Mossoul Souleimaniye Nassiriyah |

## Compagnies aériennes et destinations
| Compagnies         | Destinations |
| ------------------ | --- |
| Armenia Aircompany | En saison : Erevan-Zvarnots                                                                                                |
| AtlasGlobal        | Istanbul |
| FlyErbil           | Kiev-Jouliany, Stockholm-Arlanda                                                                                           |
| flydubai           | Dubaï |
| Iraqi Airways      | Amman-Reine-Alia, Bagdad, Bassorah, Beyrouth-Rafic Hariri, Le Caire, Dubaï, Londres-Gatwick, Nadjaf, Téhéran-Imam-Khomeini |
| Mahan Air          | Téhéran-Imam-Khomeini |
| Pegasus Airlines   | Istanbul-S. Gökçen |
| Qatar Airways      | Doha-Hamad |
| Royal Jordanian    | Amman-Reine-Alia |
| Turkish Airlines   | Istanbul |

Édité le 23/04/2019